# Sx (digramme)
Cette page contient des caractères spéciaux ou non latins. S’ils s’affichent mal (▯, ?, etc.), consultez la page d’aide Unicode.
Pour les articles homonymes, voir SX.
Sx (minuscule sx) est un digramme de l'alphabet latin composé d'un S et d'un X.

## Linguistique
- En espéranto, le digramme « sx » sert à remplacer la lettre « Ŝ » en cas d’impossibilité d’utiliser cette lettre (par exemple si elle n’est pas disponible sur le clavier).

## Représentation informatique
Comme la majorité des digrammes, il n'existe aucun encodage de Sx sous un seul signe, il est toujours réalisé en accolant un S et un X.